# Stråle af Ekna
För andra betydelser, se Stråle.
Stråle af Ekna var en svensk adelsätt.
När Stråle af Ekna, som tillsammans med Stråle af Sjöared, introducerades på Riddarhuset med samma nummer 55, uppstod en långvarig strid om namnet och numret.
Striden kom att avgöras först 1649, då det bestämdes att bägge skulle "nämnas efter sina gårdar". Olof Andersson Stråles gren, som introducerades 1625, kallades därför Stråle af Ekna nr 87, medan kapten Peder Börjesson Stråle (1562-1649) introducerades på Riddarhuset å den övriga ättens vägnar 1634 med namnet Stråle af Sjöared nr 223.
Ursprung från Tjureda socken, Kronobergs län, introducerad på Riddarhuset 1625, utslocknad.
Ståthållaren Anders Svensson adlades Stråle 1574 och förde ett vapen som skilde sig något från den äldre Sjöaredsättens. Anders Svensson Stråle af Ekna var en av de adelsmän som satt med i domstolen i Linköping år 1600, vilken utmynnade i Linköpings blodbad.
Hans son var den välkände krigaren Olof Andersson Stråle (1578–1648), vilken som ståthållare på Älvsborg 1612 tappert men förgäves försökte försvara sig mot danskarna.

## Medlemmar
- Nils Wilhelm Stråle af Ekna (1787–1853), justitieråd
- Hedvig Elisabeth Stråle af Ekna (1791–1851), målare, syster till föregående
- Wilhelm Stråle af Ekna (1816–1902), landshövding
- Holdo Stråle af Ekna (1826–1896), disponent